# Huis Doorn
Huis Doorn es una mansión y museo nacional en la población de Doorn, Países Bajos. El museo muestra el interior de principios del siglo XX, la época en que el anterior emperador alemán Guillermo II vivió en la casa.
Huis Doorn fue construida en el siglo IX. Fue reconstruida en el siglo XIV, después de haber sido destruida. Volvió a reconstruirse en el siglo XIX según la forma que tiene hoy en día. Los jardines también fueron creados en el siglo XIX. Después de la Primera Guerra Mundial, Guillermo II compró el edificio, donde vivió en exilio desde 1920 hasta su muerte en 1941. Está enterrado en un mausoleo en los jardines. Tras la ocupación alemana de los Países Bajos en la Segunda Guerra Mundial, la casa fue incautada por el gobierno holandés como propiedad hostil.
Huis Doorn es ahora un museo nacional y lugar de interés nacional. El interior de la casa no ha sido modificado desde la muerte de Guillermo II. Cada mes de junio, los monárquicos alemanes viajan a Doorn para mostrar sus respetos al emperador. En 2012, el museo recibió 25.000 visitantes.

## Historia temprana
La primera casa fue construida en el siglo IX, pero fue destruida y reconstruida en el siglo XIV. Volvió a ser construida a finales del siglo XVIII de forma conservadora y, a mediados del siglo XIX, se añadió un parque en los alrededores como un jardín inglés.
La baronesa Ella van Heemstra (1900-1984), la madre de la actriz Audrey Hepburn, pasó gran parte de su infancia en la casa.

## Residencia de Guillermo II

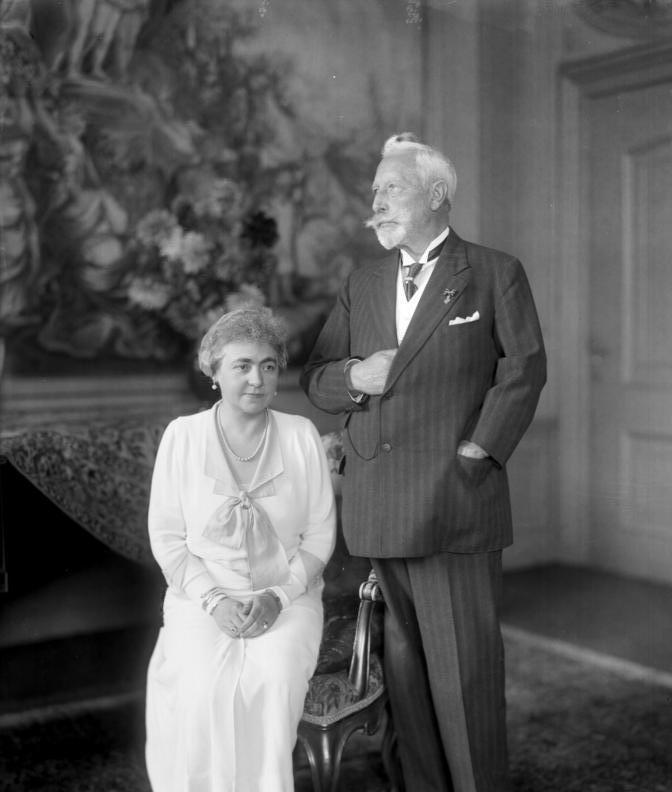
Herminia de Reuss-Greiz y Guillermo II en Huis Doorn en 1933.

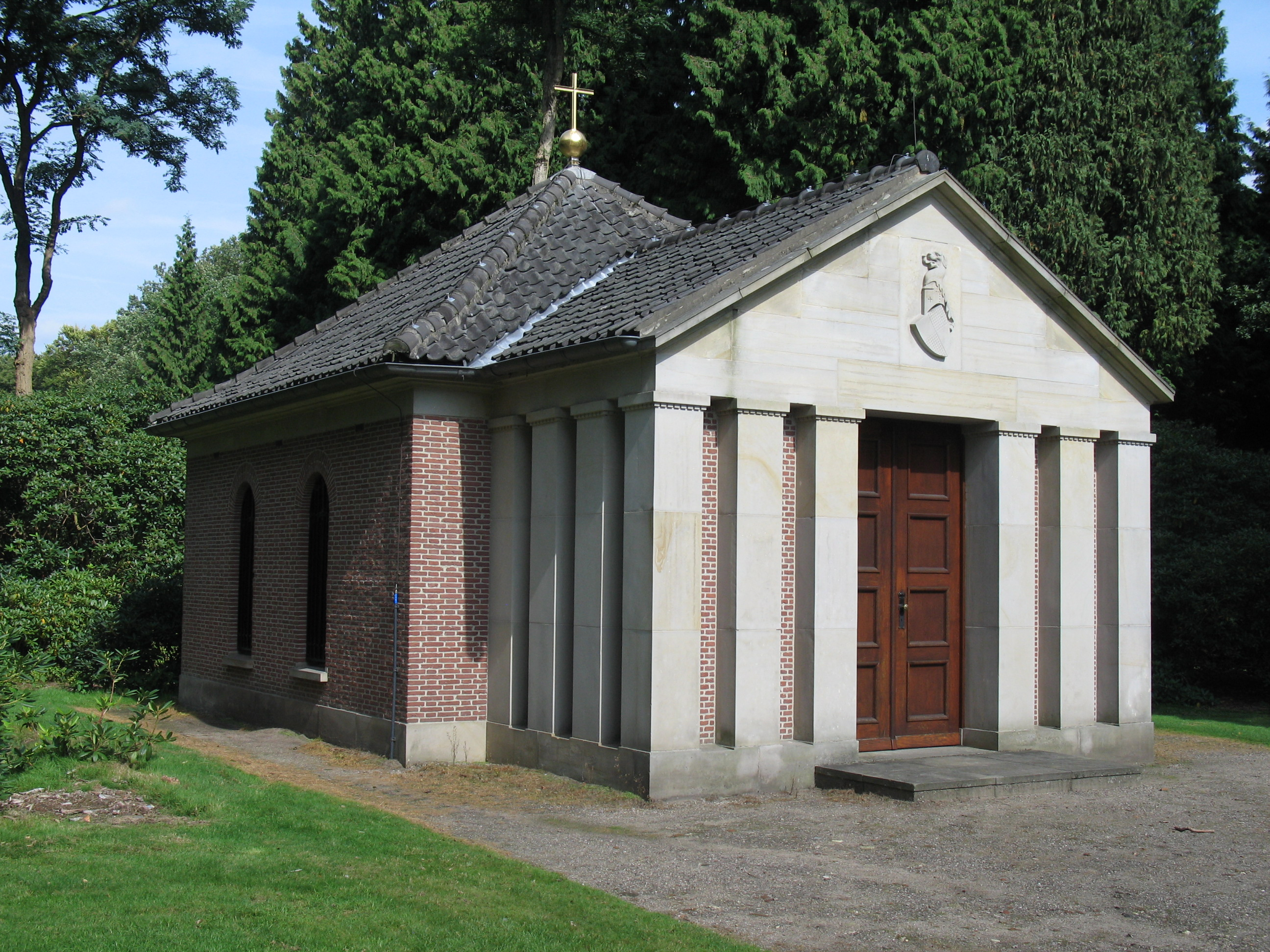
Mausoleo de Guillermo II.

La propiedad fue adquirida en 1919 por Guillermo II, el último emperador alemán, como su residencia en el exilio (1920-1941), tras su abdicación después de la Primera Guerra Mundial. Durante sus años en el exilio, tenía permitido moverse libremente dentro de un radio de 15 millas de la casa, pero si quería hacer viajes más allá de esto, debía comunicárselo por adelantado a un funcionario del gobierno local. Como le disgustaba tener que inclinarse ante un funcionario menor, raramente viajó más allá del límite "libre". El anterior emperador hacía ejercicio regularmente talando muchos de los árboles de la finca, los cuales colocaba en pilas de leña, desnudando así el paisaje maduro de la finca al pasar los años. Por esto fue llamado por sus enemigos como "El leñador de Doorn".
El asilo de Guillermo en los Países Bajos se basaba en los vínculos familiares con la reina Guillermina, quien, se dice, se avergonzó de sus declaraciones políticas. De hecho, Guillermo raramente habló públicamente mientras estuvo en el exilio. Su primera mujer, Augusta Victoria, murió en Huis Doorn y su cuerpo fue trasladado a Potsdam en Alemania, donde fue enterrado en el Templo de Antigüedades. Guillermo solo pudo acompañarla en su último viaje hasta la frontera alemana. En 1938, su nieto, el príncipe Luis Fernando, se casó con la Gran Duquesa Kira de Rusia en Huis Doorn. A pesar de la ocupación nazi de Holanda en 1940, Guillermo no fue molestado por la Wehrmacht.
Cinco de los queridos dachshunds de Guillermo están enterrados en el parque. Una lápida está dedicada a la memoria de su perro "Senta", quien era el favorito de Guillermo y murió en 1927 a la edad de 20 años.
Guillermo II falleció de embolia pulmonar en Huis Doorn, el 4 de junio de 1941, con soldados alemanes de ocupación en guardia a las puertas de su finca. Fue enterrado en un pequeño mausoleo en los jardines, en espera de su retorno a Alemania tras la restauración de la monarquía prusiana, según los términos de su testamento. No se respetó su deseo de que no se desplegase ninguna esvástica en el funeral.

## Casa museo

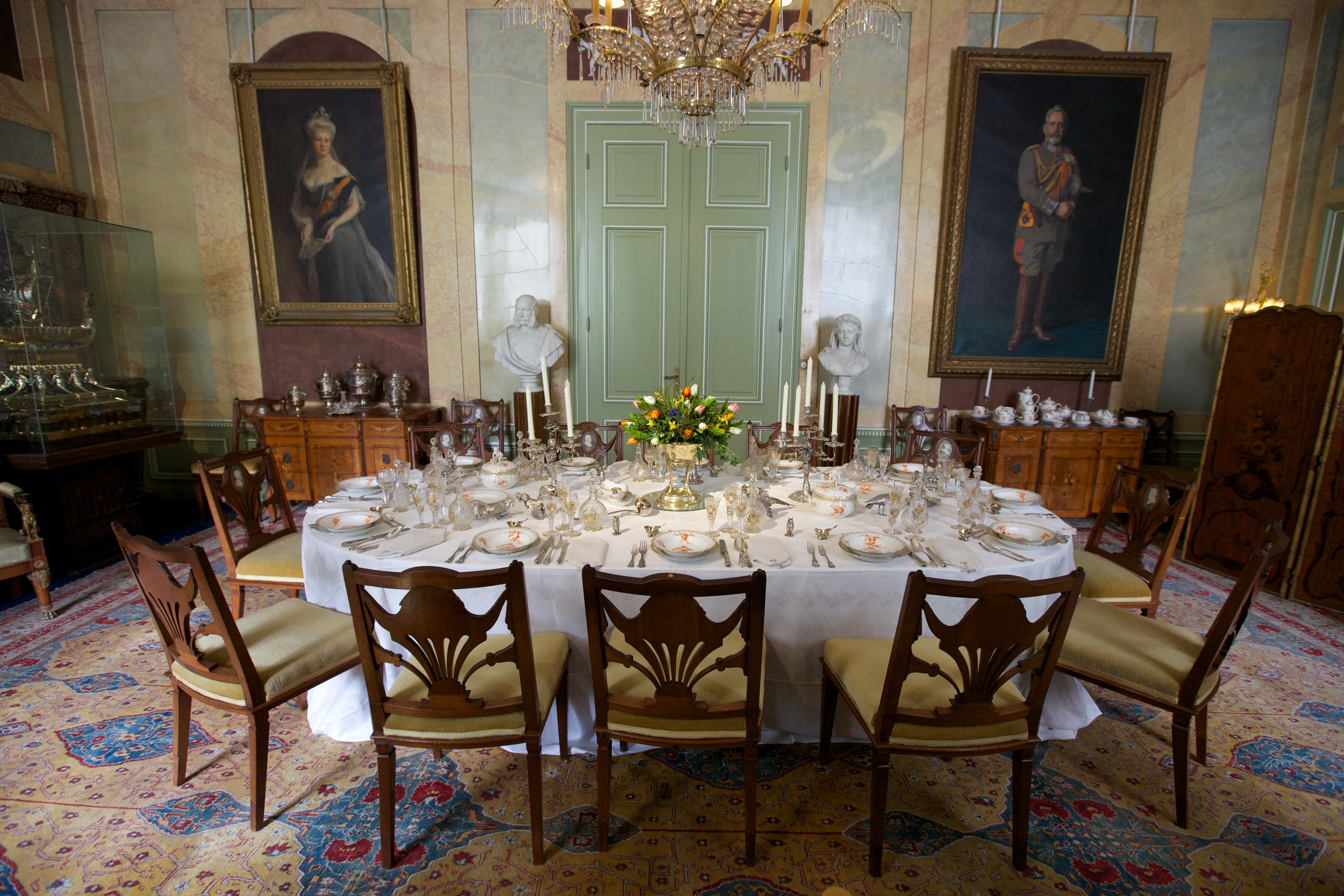
Salón comedor en 2013.

El gobierno holandés incautó la mansión y sus efectos interiores en 1945 y, desde entonces, se replantaron muchos nuevos árboles, y el parque de bosques está retornando a su gloria anterior.
Huis Doorn abrió sus puertas como casa museo en 1956. Quedó expuesta justo como Guillermo la dejó, con cómodas de marquetería, tapices, pinturas de pintores de corte alemanes, porcelanas y plata. Las colecciones de Guillermo de cajas tabaqueras y de relojes que pertenecieron a Federico el Grande son consideradas por algunos los objetos de más interés.
En junio de cada año, grupos de devotos monárquicos alemanes siguen yendo a la mansión a mostrar sus respetos y depositar coronas, acompañados por visitantes vestidos con uniformes de la época y representantes de organizaciones monárquicas modernas, como Tradition und Leben de Colonia.
La casa se convirtió en lugar de interés nacional o Rijksmonument en 1997.
En 2012, el museo recibió 25.000 visitantes.